# Trzej muszkieterowie (film 1973)
Trzej muszkieterowie (ang. The Three Musketeers) – brytyjsko-amerykański film przygodowy z 1973 roku w reżyserii Richarda Lestera. Adaptacja pierwszej części powieści o tym samym tytule autorstwa Alexandre’a Dumasa.

## Produkcja
Chociaż akcja filmu rozgrywa się we Francji, zdjęcia kręcono wyłącznie na terenie Hiszpanii, w następujących lokalizacjach:
- region Kastylia-La Mancha (Toledo – katedra, Plaza del Ayuntamiento, sceny uliczne, Hospital de Tavera);
- region Madrytu (pałac królewski w Aranjuez "odgrywający rolę" Wersalu);
- region Kastylia i León (Segowia – Alkazar wykorzystany jako Bastylia; pałace królewskie w Riofrío oraz La Granja w San Ildefonso);
- region Walencja (nabrzeże w Dénia)[1].

## Obsada
- Michael York jako D’Artagnan
- Oliver Reed jako Atos
- Frank Finlay jako Portos
- Richard Chamberlain jako Aramis
- Jean-Pierre Cassel jako król Ludwik XIII
- Geraldine Chaplin jako królowa Anna Austriaczka
- Charlton Heston jako kardynał Richelieu
- Faye Dunaway jako milady de Winter
- Christopher Lee jako Rochefort
- Simon Ward jako książę Buckingham
- Raquel Welch jako Constance de Bonacieux
- Spike Milligan jako M. Bonacieux
- Roy Kinnear jako Planchet

## Fabuła
Francja za czasów Ludwika XIII. Młody i ubogi Gaskończyk D’Artagnan, biegle władający szpadą, wyrusza do Paryża, mając przy sobie listy polecające do pana de Treville, sprawującego pieczę nad królewskimi muszkieterami. Po dotarciu do stolicy D’Artagnan naraża się kolejno trzem muszkieterom, czyli Atosowi, Portosowi i Aramisowi, przyjmując od każdego wezwanie do pojedynku. Do trzech pojedynków jednak nie dochodzi, gdyż na miejscu zjawia się gwardia kardynała. W walce z nimi D’Artagnan wspiera muszkieterów, swych niedoszłych przeciwników, zyskując ich przyjaźń.

## Nagrody i nominacje
Złote Globy 1974
- Najlepsza aktorka w komedii/musicalu – Raquel Welch
- Najlepsza komedia/musical (nominacja)

Nagrody BAFTA 1974
- Najlepsze zdjęcia – David Watkin (nominacja)
- Najlepsza scenografia – Brian Eatwell (nominacja)
- Najlepsze kostiumy – Yvonne Blake (nominacja)
- Najlepsza muzyka – Michel Legrand (nominacja)
- Najlepszy montaż – John Victor-Smith (nominacja)